# كيمياء الدموع (رواية)
كيمياء الدموع (بالإنجليزية: The Chemistry of Tears)‏ هي رواية للكاتب الأسترالي بيتر كاري، نشرت عام 2012، عن دار نشر هاميش هاملتون في أستراليا.

## القصة
كاثرين غيريغ في منتصف العمر، تعمل متخصصة في الساعات في القاعات الجورجانية في متحف سوينبرن في لندن. كانت طيلة الثلاثة عشر عاماً في قصة حب مع زميلها المتزوج ماثيو تندال، وحين يموت تصاب بالاضطراب الشديد. ويقوم رئيسها في العمل إريك كروفت بنقلها إلى ملحق المتحف في أولمبيا، ويعطيها مجموعة قطع لتجمعها: وهي دمية ميكانيكية معقدة تعتقد في البداية أنها قرد لكن يتبين لها لاحقاً أنها بطة. وكان هدف كروفت من ذلك هو شغل تفكيرها في أشياء ميكانيكية. وتتحول ببطء إلى الاهتمام بقصة جديدة تتداخل مع قصتها هي.
وتروى تلك القصة في شكل مقاطع متبادلة مع قصة كاثرين الخاصة، وتدور حول هنري براندلنغ سليل أسرة ثرية من القرن التاسع عشر تعمل في القطارات، وهو زوج هرميون وأب بيرسي. وحين يمرض بيرسي وتفشل كل الأدوية، يصبح هنري مقتنعاً بأن ترفيهاً ميكانيكياً غريباً يمكنه شفاؤه. وبحث هنري عن الآلات ومحاولة كاثرين ترميم مشاعرها، يتقاطعان طوال الرواية.